# 대전지방고용노동청
대전지방고용노동청(大田地方雇用勞動廳)은 대한민국 고용노동부의 소속기관이다. 2010년 7월 5일 발족하였으며, 대전광역시 서구 둔산북로90번길 34에 위치하고 있다. 청장은 고위공무원단 나등급에 속하는 일반직공무원으로 보한다.

## 직무
- 보안·관인관리, 문서의 수발, 예산·회계 및 결산, 공무원의 임용·급여, 그 밖의 인사사무
- 고용보험료의 체납처분 및 결손처분의 승인과 고용보험 관련 과태료의 부과에 관한 사항
- 직업능력개발훈련 및 직업능력개발사업에 관한 사항
- 「근로기준법」의 적용 및 위반에 대한 조치 등 근로감독에 관한 사항
- 사업장의 재해예방에 관한 지도 및 산업안전보건에 관한 법령의 위반에 대한 조치 등 산업안전보건에 관한 사항
- 「남녀고용평등과 일·가정 양립 지원에 관한 법률」의 적용과 남녀고용차별의 개선 등 여성근로자에 관한 사항
- 구인·구직 및 취업알선 등 직업안정에 관한 사항
- 국내취업 외국인근로자의 고용허가 및 관리에 관한 사항
- 실업급여 지급, 고용안정사업 및 고용보험 피보험자격 관리에 관한 사항
- 노사분규의 예방과 수습, 노사협력의 증진과 그 밖에 노사관계의 합리적 개선에 관한 사항
- 소속 지청에 대한 업무의 지휘·감독

## 연혁
- 1964년 1월 1일: 노동청 소속으로 청주·대전산업재해보상보험사무소 설치.
- 1968년 6월 25일: 노동청 소속으로 청주·대전·충주·천안직업안정소 설치.
- 1970년 4월 7일: 청주·대전직업안정소를 충북·충남직업안정소로 개편. 충주직업안정소를 충주출장소로 개편하여 충북직업안정소의 소속기관으로, 천안직업안정소를 천안출장소로 개편하여 충남직업안정소의 소속기관으로 편입. 청주·대전산업재해보상보험사무소를 충북·충남산업재해보상보험사무소로 개편.
- 1972년 12월 19일: 충북·충남산업재해보상보험사무소를 청주·대전산업재해보상보험지방사무소로 개편.
- 1974년 10월 2일: 충북·충남직업안정소 및 대전·청주산업재해보상보험지방사무소를 청주·대전지방사무소로, 충주·천안출장소를 충주·천안지방사무소로 개편.
- 1981년 4월 8일: 노동부 소속으로 변경.
- 1987년 5월 15일: 청주·충주·천안지방사무소를 대전지방사무소의 소속기관으로 편입. 보령지방사무소 설치.
- 1987년 12월 9일: 대전지방사무소를 대전지방노동청으로 개편. 소속 지방사무소를 지방노동사무소로 개편.
- 2006년 3월 2일: 지방노동사무소를 고용노동지청으로 개편.
- 2010년 7월 5일: 고용노동부 소속 대전지방고용노동청으로 개편.

## 관할구역
- 대전광역시
- 세종특별자치시
- 충청남도 공주시·논산시·계룡시·금산군

## 조직

### 청장
- 지역협력과[1]
- 고용관리과[1]
- 부정수급조사과[1]
- 노사상생지원과[1]
- 근로개선지도제1과[1]
- 근로개선지도제2과[1]
- 광역근로감독과[1]
- 산재예방지도과[1]

대전고용센터
- 취업지원과[3]
- 실업급여과[3]
- 취업성공패키지과[3]
- 기업지원과[3]
- 직업능력개발과[3]

공주고용센터
세종고용센터
논산고용센터

### 소속기관
지청장은 서기관 또는 기술서기관으로, 고용센터 소장은 서기관·기술서기관·행정사무관·통계사무관·공업사무관·보건사무관·시설사무관·전산사무관 또는 행정주사로 보한다.
| 명칭             | 위치                                | 관할구역                                                  | 고용센터                               |
| ---------------- | ----------------------------------- | --------------------------------------------------------- | -------------------------------------- |
| 청주고용노동지청 | 충청북도 청주시 서원구 1순환로 1047 | 충청북도 청주시·진천군·괴산군·보은군·옥천군·영동군·증평군 | 청주고용센터·옥천고용센터              |
| 천안고용노동지청 | 충청남도 천안시 서북구 원두정8길 3  | 충청남도 천안시·아산시·당진시·예산군                      | 천안고용센터·아산고용센터              |
| 충주고용노동지청 | 충청북도 충주시 국원대로 3-3        | 충청북도 충주시·제천시·음성군·단양군                      | 충주고용센터·제천고용센터·음성고용센터 |
| 보령고용노동지청 | 충청남도 보령시 옥마로 42           | 충청남도 보령시·서산시·서천군·청양군·홍성군·부여군·태안군 | 보령고용센터·서산고용센터              |